# マルバヤナギ
マルバヤナギ（丸葉柳、学名: Salix chaenomeloides）は、ヤナギ科ヤナギ属の落葉高木。別名はアカメヤナギ、ケアカメヤナギ。川沿いなどに生える。細長い葉の種が多いヤナギ類の中で、本種の葉は丸みのある形をしていることからマルバヤナギの名がある。また、新芽が赤いことからアカメヤナギの別名がある。

## 概要
日本の本州（東北地方中部以南）・四国・九州と、朝鮮半島、中国中部以南の湿地に分布する。大きな川沿いでは普通に見られる。
落葉広葉樹の高木。樹高は10-25メートル (m) 、幹径は30 - 80センチメートル (cm) ほどになる。枝は横に張りだして、幅広の樹冠をつくる。樹皮は暗灰褐色で縦に裂ける。一年枝は緑褐色や紅紫色で、無毛である。
花期は4 - 5月ごろで、ヤナギ属としては遅い方である。雌雄別株。葉は楕円形で、鋸歯のある円形の托葉が付属する。
冬芽は鱗芽で互生し、三角形で無毛、褐色でややつやがある。芽鱗は帽子状ではなく3枚の芽鱗に包まれていて、合わせ目が枝側にあるのが特徴である。葉痕は隆起して浅いV字形となり、維管束痕は3個つく。